# Герб Краснокутська

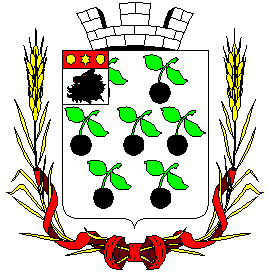
Герб Краснокутська, роботи Б.Кене

Герб Красноку́тська — один з офіційних символів смт Краснокутськ Харківської області, прийнятий рішенням селищної ради.

## Опис
Нинішній герб Краснокутська має більш ніж 200-літню історію. 21 вересня 1781 року його затвердив сенат Російської імперії.
На зеленому полі герба зображено ріг достатку з плодами і квітами та Меркуріїв жезл, що символізує торгівлю і процвітання, а на срібному — сім черешень, що означали садівництво, бо основним заняттям жителів Краснокутська було саме садівництво й сільське господарство.

## Історичні варіанти
У XIX столітті нумізмат і геральдик Борис Кене розробив проєкт нового герба Краснокутська. У срібному полі сім чорних черешень з зеленим листям. У вільній частині — герб Харківської губернії. Щит увінчаний срібною міською короною з трьома вежками та обрамований двома золотими колосками, оповитими Олександрівською стрічкою. Але цей герб затвердження не отримав.